# Maria Ester-Sala
Maria Ester-Sala (Barcelona, 1946-1994), musicòloga.
Realitzà els estudis de música al Conservatori Superior de Música del Liceu (1957-1967). Es llicencià en Història de l'Art a la Universitat Autònoma de Barcelona (1971-1976). Estudià contrapunt i fuga amb el compositor Josep Soler i Sardà durant els anys 1968-1970. S'especialitzà en la música per a tecla dins l'àmbit ibèric amb Macario Santiago Kastner a Lisboa entre els anys 1972-1974 i amplià els estudis de musicologia amb Raymond Meylan a Basilea el 1975. Des de 1988 fou col·laboradora tècnica del Departament de Cultura de la Generalitat de Catalunya. Escrigué en diverses publicacions musicals, com la Revista Musical Catalana, la Revista de musicología de la Sociedad Española de Musicología, Nassarre, Lligall i l'Anuario Musical. Junt amb Josep M. Vilar i Torrents realitzà la tasca de recerca, documentació, catalogació i difusió del patrimoni musical conservat als arxius de Catalunya.
El seu fons personal es conserva a la Biblioteca de Catalunya.

## Obra
- «La Ornamentación en la música de tecla española del siglo XVII». A: Actas del I Congreso Nacional de Musicología.  Saragossa: Institución "Fernando el Católico", [197-?], p. 179-196.
- La Ornamentación en la música de tecla española del siglo XVI.  Madrid: Sociedad Española de Musicología, 1980.
- «Algunos datos biográficos de Carlos Baguer (1768-1808), organista de la Catedral de Barcelona». Revista de Musicologia, IV, núm. 1-2, 1983.
- «Difusió en català de l'obra de J. Bermudo a l'Ordinarium Barcinonense de 1569». Recerca Musicològica, V, 1985.
- Ester-Sala, Maria; Vilar i Torrens, Josep M «Una Aproximació als fons de manuscrits musicals a Catalunya». Anuario Musical, 42, 1987, pàg. 229-243.
- «El Mecenazgo de la nobleza en la música del siglo XVI». Nassarre, IV, núms. 1-2, 1988.
- Ester-Sala, Maria; Vilar i Torrens, Josep M «Una Aproximació als fons de manuscrits musicals de Catalunya. II». Anuario Musical, 44, 1989, pàg. [155]-166.
- «Dos sonatas de Domenico Scarlatti: un tema abierto». Revista de musicología, XII, núm. 2, juliol-octubre 1989.
- «La Revista Música en la Barcelona de 1938». Nassarre, 5, núm. 1, 1989, pàg. 107-139.
- Ester-Sala, Maria; Vilar i Torrens, Josep M «Una Aproximació als fons de manuscrits musicals de Catalunya. III». Anuario Musica, 46, 1991, pàg. [295]-320.
- Ester-Sala, Maria; Vilar i Torrens, Josep M «La Presencia de Rossini en la vida cotidiana en la Catalunya del ochocientos». Nassarre, VIII, núm. 2, pàg. 69-82.
- «D. Scarlatti - E. Granados : noticia sobre la localización de un manuscrito de tecla extraviado». A: Livro de homenagem a Macario Santiago Kastner.  Lisboa: Fundaçao Calouste Gulbenkian, 1992, p. [231]-252.
- Ester-Sala, Maria; Vilar i Torrens, Josep M «Els Fons musicals de Catalunya : un patrimoni a revalorar». Lligall. Revista Catalana d'Arxivística, 5, 1992.